# Llista de missions diplomàtiques de Letònia

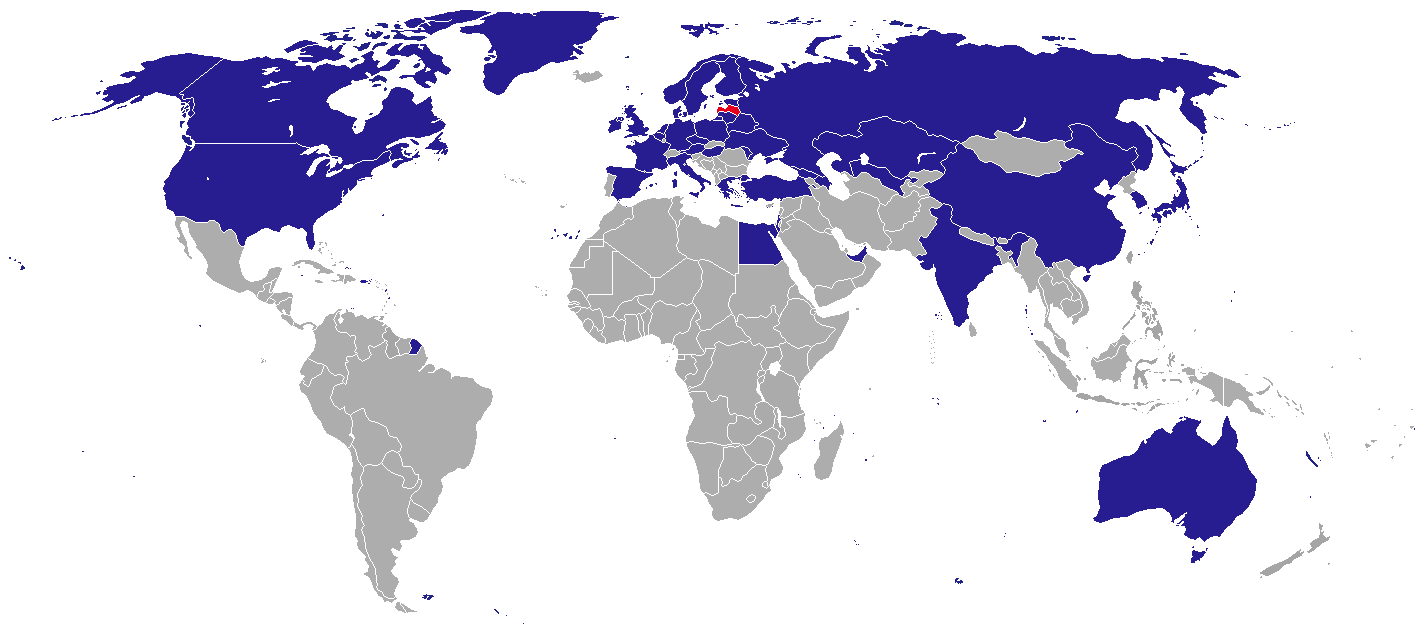
Mapa de missions diplomàtiques de Letònia

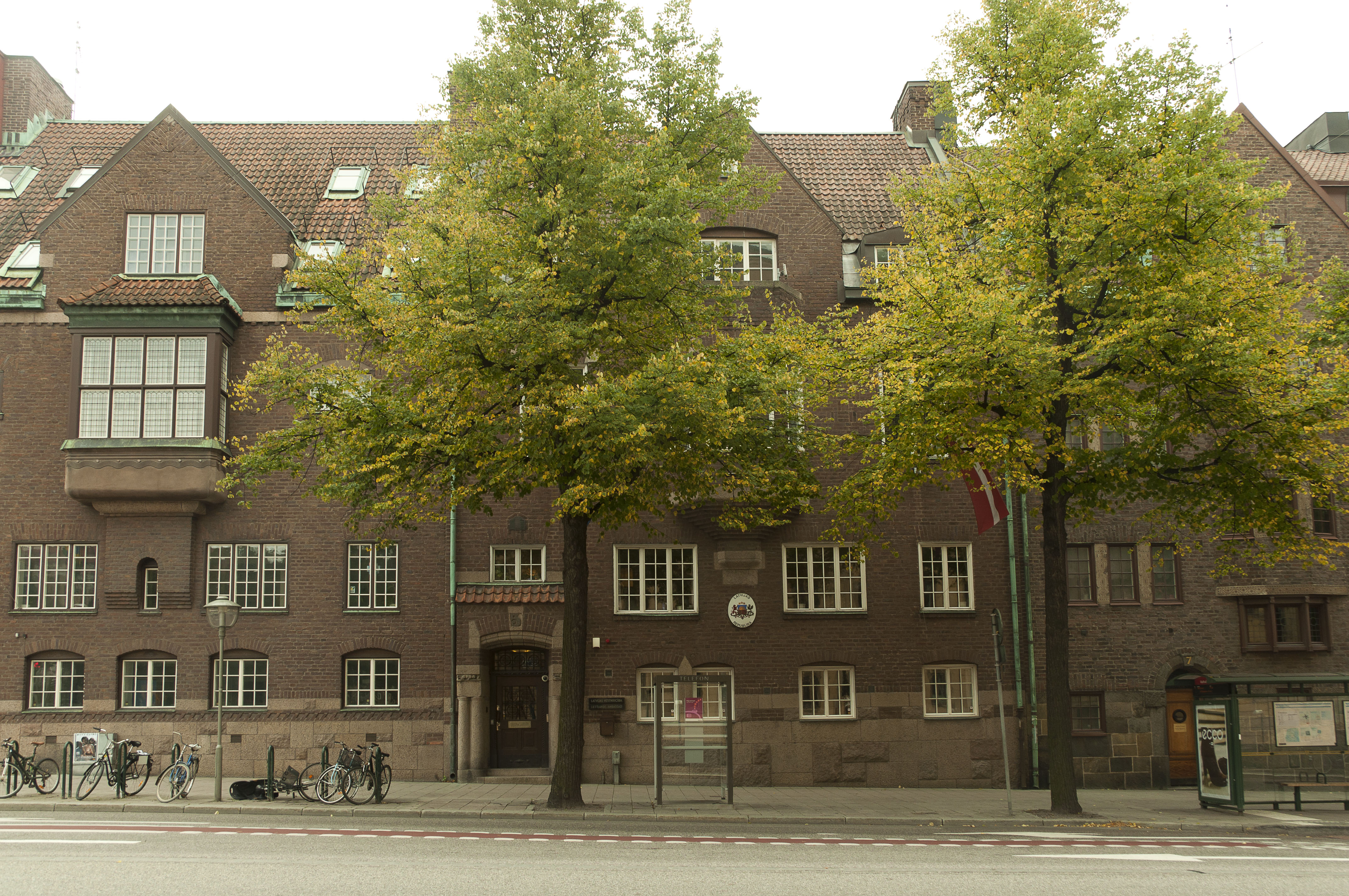
Ambaixada de Letònia a Estocolm

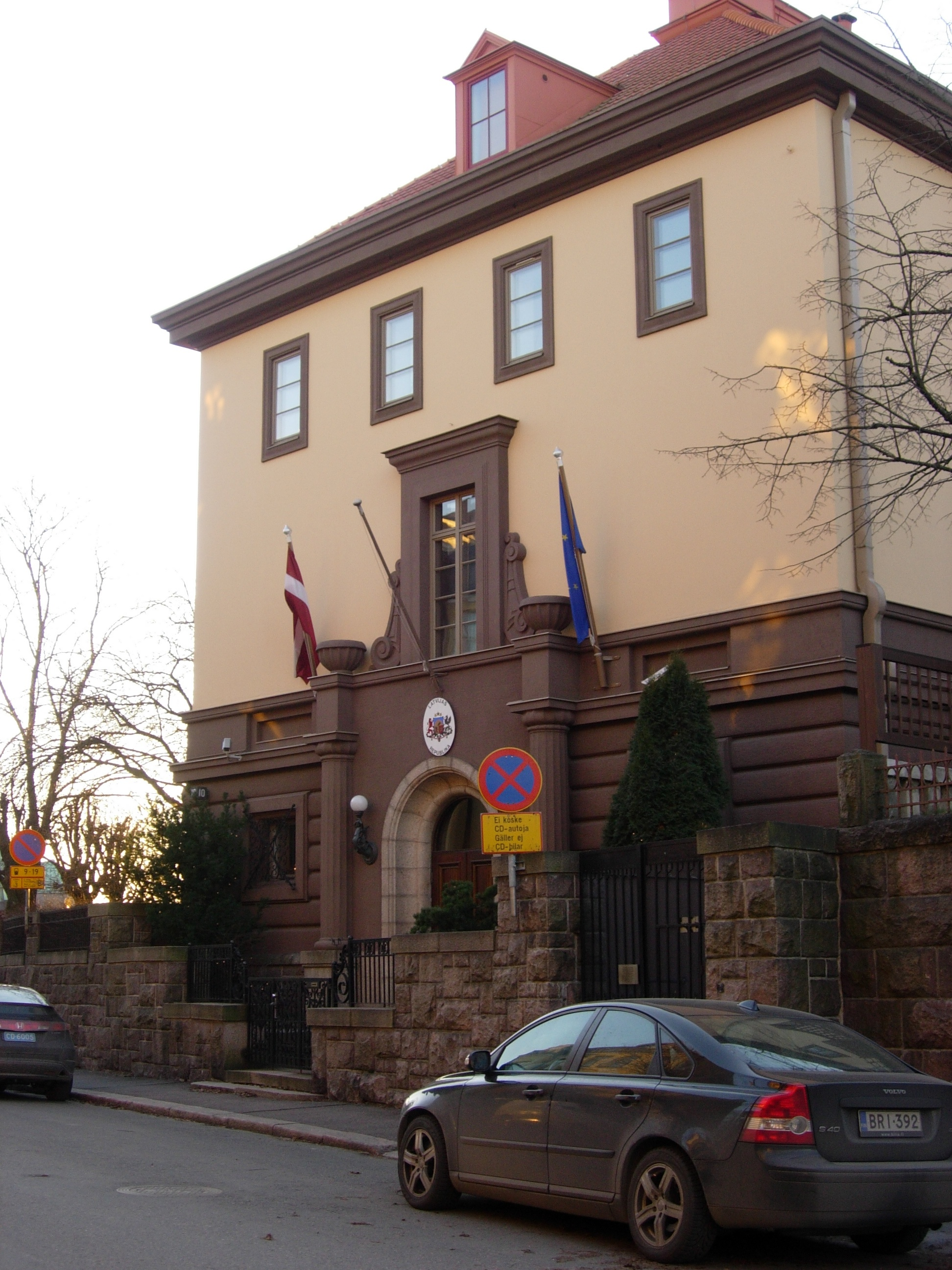
Ambaixada de Letònia a Hèlsinki

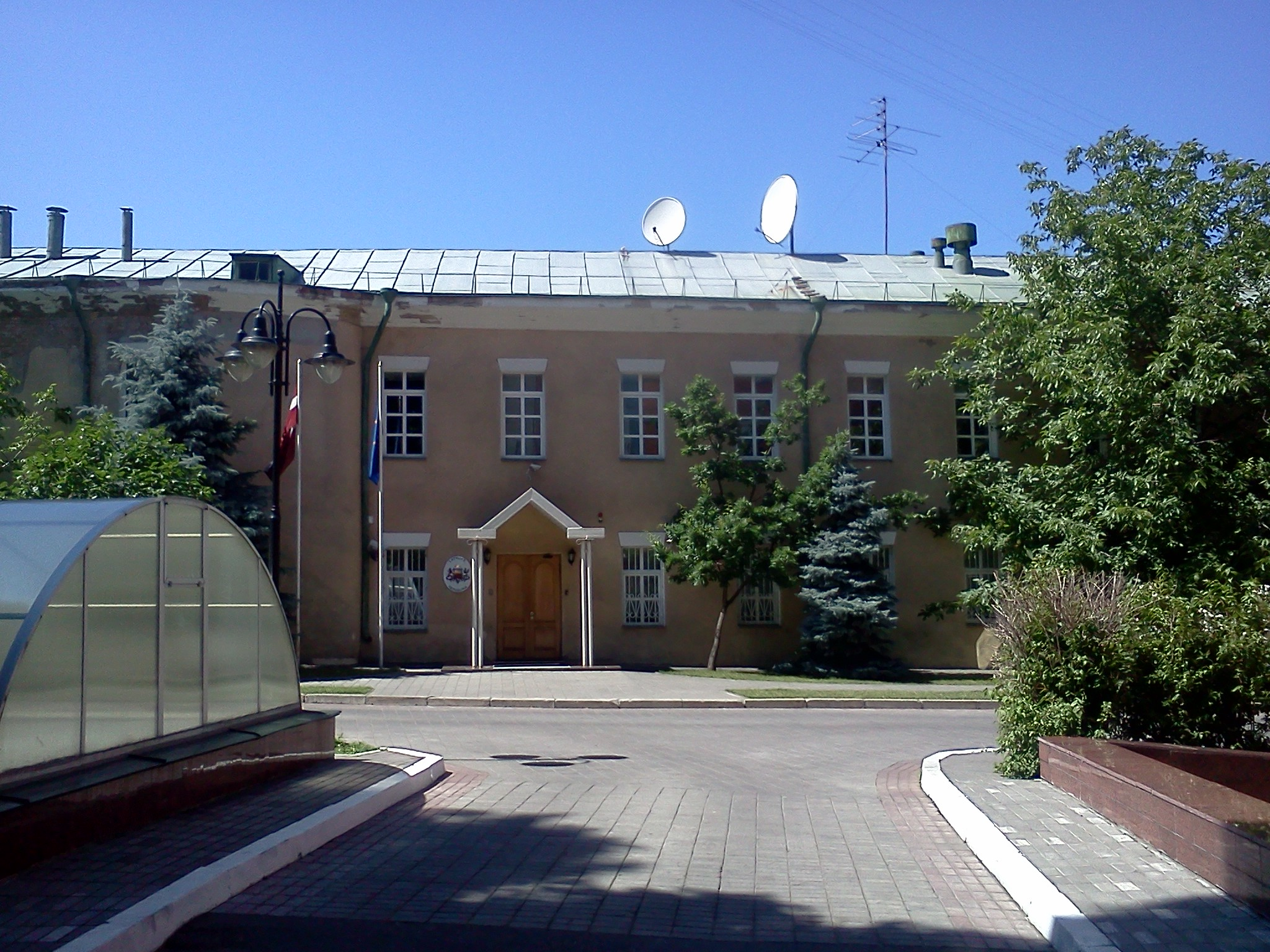
Ambaixada de Letònia a Kiev

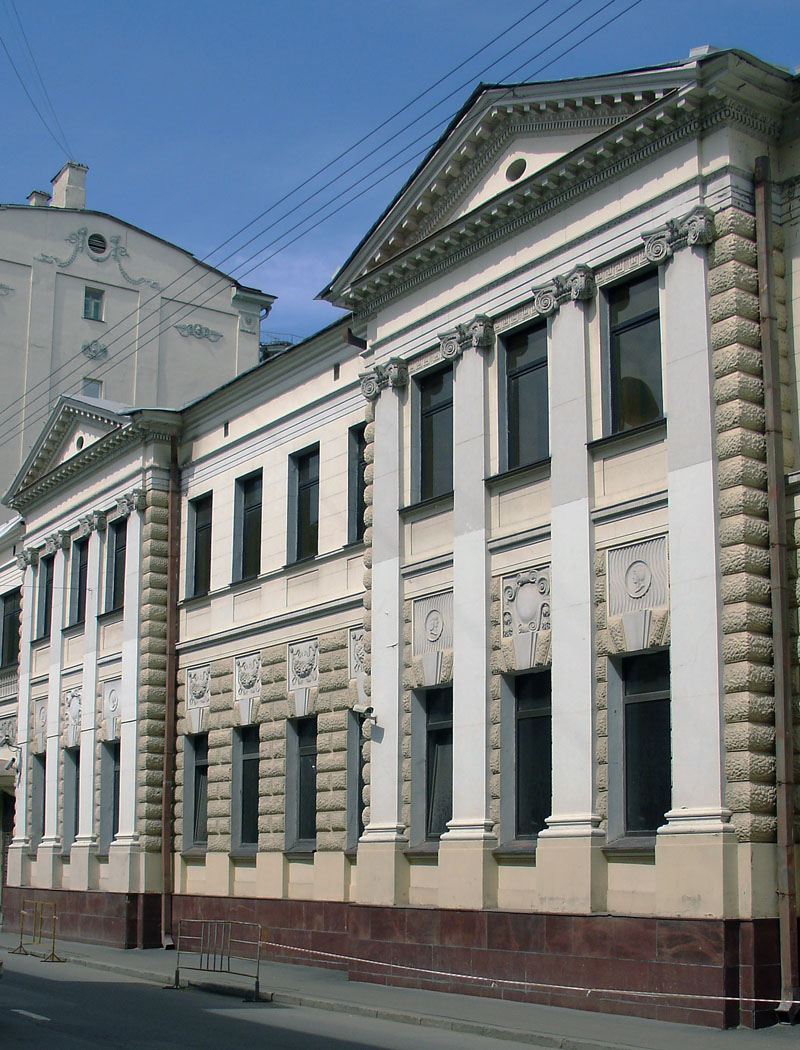
Ambaixada de Letònia a Moscou

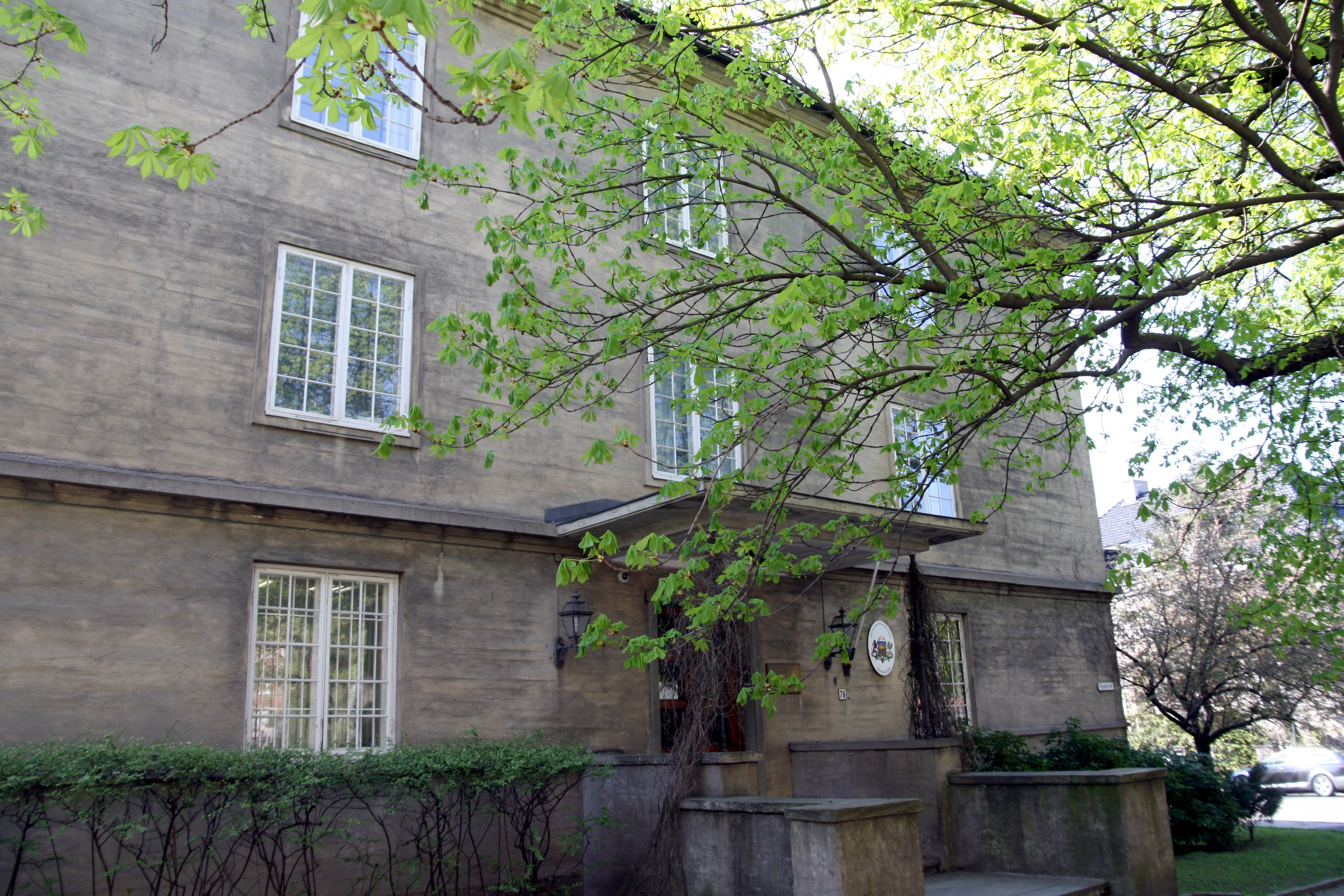
Ambaixada de Letònia a Oslo

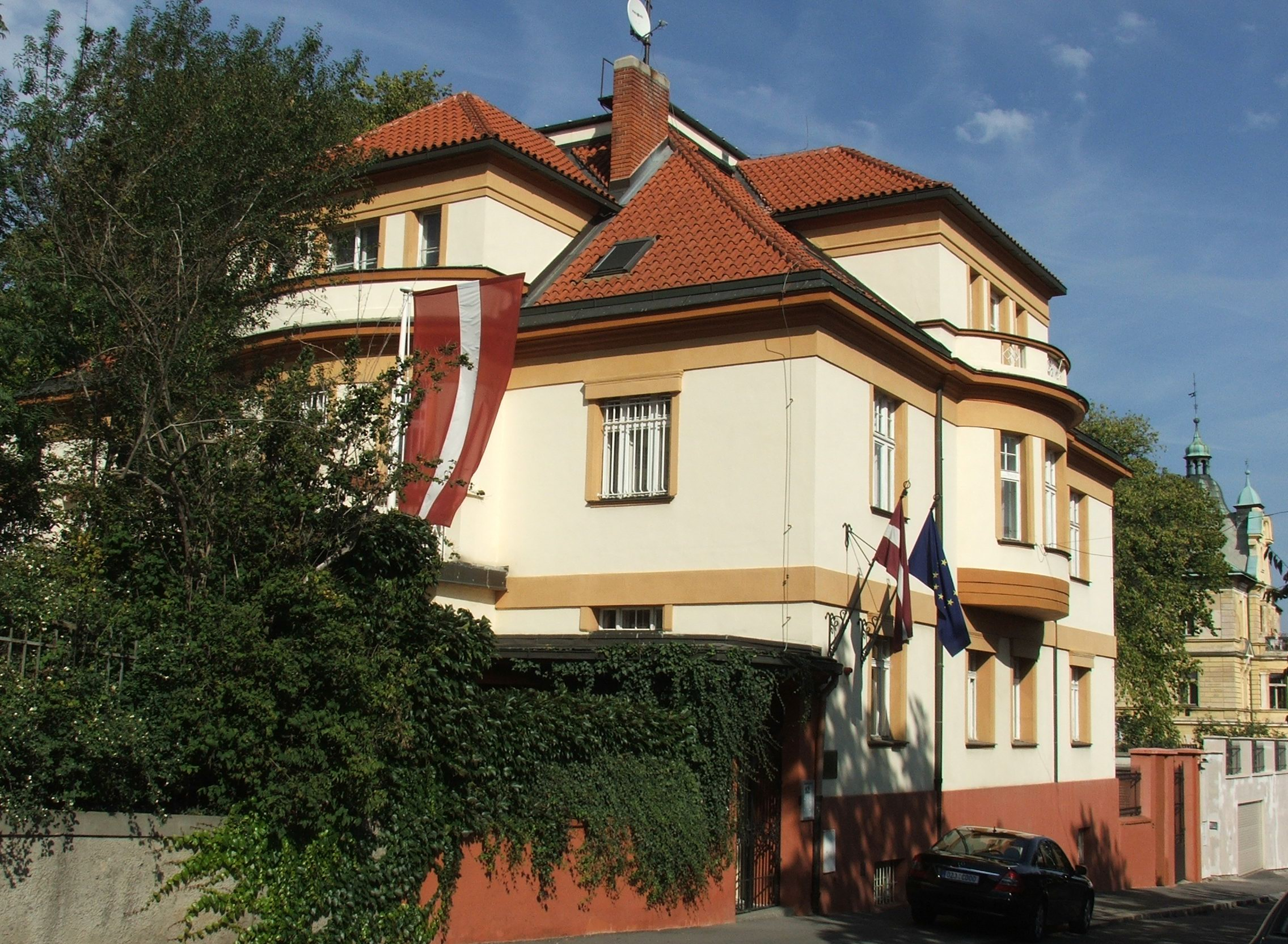
Ambaixada de Letònia a Praga

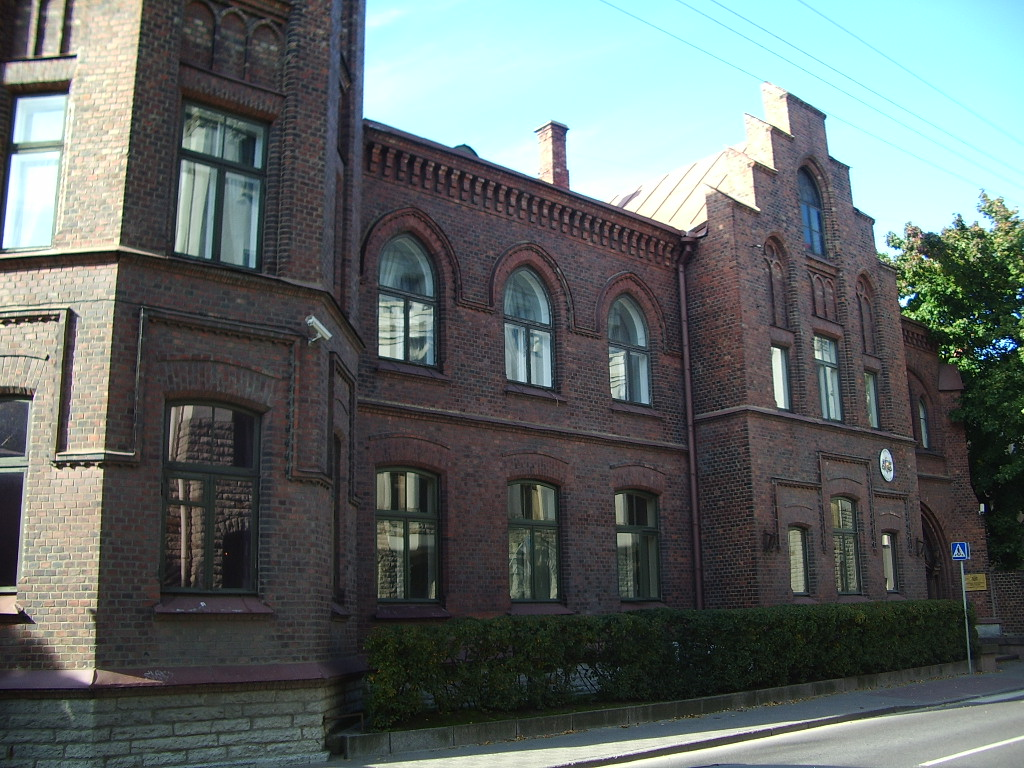
Ambaixada de Letònia a Tallin

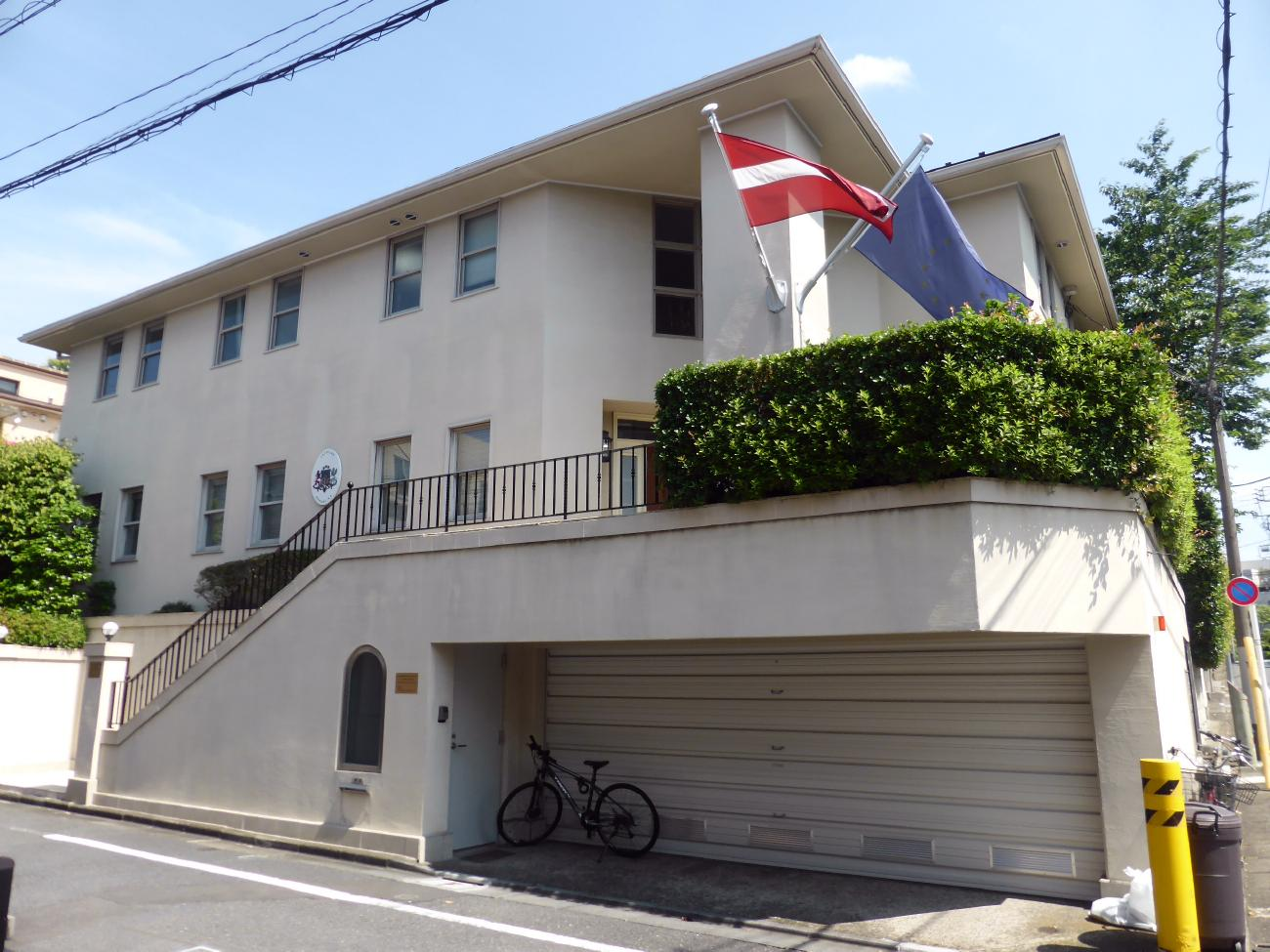
Ambaixada de Letònia a Tokyo

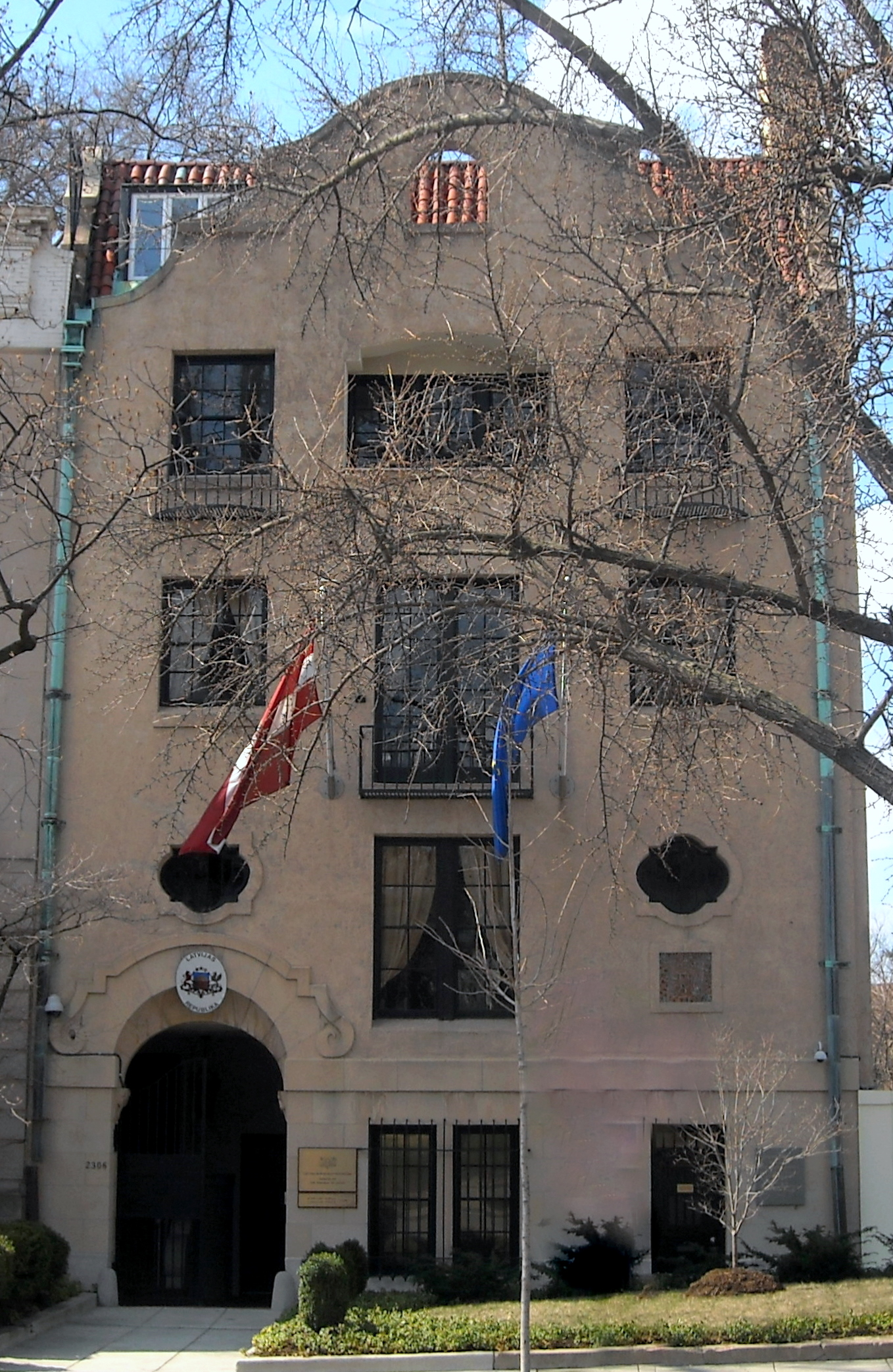
Ambaixada de Letònia a Washington, DC

Les missions diplomàtiques de Letònia són les delegacions oficials i permanents d'aquest país en altres estats del món.

## Àfrica
- Egipte
  - El Caire (Ambaixada)

## Amèrica
- Canadà
  - Ottawa (Ambaixada)
- Estats Units
  - Washington, DC (Ambaixada)

## l'Àsia
- Azerbaidjan
  - Bakú (Ambaixada)
- R.P. de la Xina
  - Pequín (Ambaixada)
- Emirats Àrabs Units
  - Abu Dhabi (Ambaixada)
- Geòrgia
  - Tiflis (Ambaixada)
- Israel
  - Tel-Aviv (Ambaixada)
- Japó
  - Tokyo (Ambaixada)
- Kazakhstan
  - Astanà (Ambaixada)
- Turquia
  - Ankara (Ambaixada)
- Uzbekistan
  - Taixkent (Ambaixada)

## Europa
- Alemanya
  - Berlín (Ambaixada)
  - Bonn (Consolat)
- Àustria
  - Viena (Ambaixada)
- Bèlgica
  - Brussel·les (Ambaixada)
- Belarús
  - Minsk (Ambaixada)
  - Vítsiebsk (Consolat)
- Dinamarca
  - Copenhaguen (Ambaixada)
- Espanya
  - Madrid (Ambaixada)
- Estònia
  - Tallin (Ambaixada)
- Finlàndia
  - Hèlsinki (Ambaixada)
- França
  - París (Ambaixada)
- Grècia
  - Atenes (Ambaixada)
- Hongria
  - Budapest (Ambaixada)
- Irlanda
  - Dublín (Ambaixada)
- Itàlia
  - Roma (Ambaixada)
- Lituània
  - Vilna (Ambaixada)
- Noruega
  - Oslo (Ambaixada)
- Països Baixos
  - La Haia (Ambaixada)
- Polònia
  - Varsòvia (Ambaixada)
- Portugal
  - Lisboa (Ambaixada)
- Regne Unit
  - Londres (Ambaixada)
- Txèquia
  - Praga (Ambaixada)
- Rússia
  - Moscou (Ambaixada)
  - Sant Petersburg (Consolat-General)
  - Pskov (Consolat)
- Suècia
  - Estocolm (Ambaixada)
- Ucraïna
  - Kíev (Ambaixada)

## Organitzacions Multilaterals
- Brussel·les (Missió Permanent de Letònia davant la Unió Europea i OTAN)
- Estrasburg (Missió Permanent de Letònia davant del Consell d'Europa)
- Ginebra (Missió Permanent de Letònia davant les Nacions Unides i d'altres organitzacions internacionals)
- Nova York (Missió Permanent de Letònia davant les Nacions Unides)
- París (Missió Permanent de Letònia davant de la Unesco)
- Roma (Missió Permanent de Letònia davant l'Organització per a l'Alimentació i l'Agricultura)
- Viena (Missió Permanent de Letònia davant les Nacions Unides)